# Britain's Next Top Model (prima edizione)
La prima edizione di Britain's Next Top Model è andata in onda dal 14 settembre al 23 novembre 2005 sul canale LIVINGtv, condotto dalla modella inglese Lisa Butcher; la destinazione internazionale raggiunta da alcune finaliste è stata Milano, in Italia.
La vincitrice, la ventenne Lucy Ratcliffe da Newcastle upon Tyne, ha portato a casa un contratto con l'agenzia "Models 1", uno con la casa di cosmetici "Ruby & Millie", una copertina con servizio fotografico per la rivista "B Magazine" e ancora, un contratto con la casa di moda milanese "Beatrice Models".
Il cast era composto da 12 aspiranti modelle provenienti da tutto il Regno Unito di età compresa tra i 18 e i 24 anni.

## Concorrenti
(L'età si riferisce al tempo della messa in onda del programma)
| Concorrente                   | Età | Altezza | Provenienza                      | Posizione     |
| ----------------------------- | --- | ------- | -------------------------------- | ------------- |
| Marilyn "Marina" Fallahi      | 19  | 170 cm  | Cheshire, Inghilterra            | 12.           |
| Claire Hillier                | 20  | 178 cm  | Bridgend, Galles                 | 11.           |
| Shauna Breen                  | 23  | 178 cm  | Derry, Irlanda del Nord          | 10.           |
| Anna-Renee "Anne" Kent        | 21  | 178 cm  | Sheffield, Inghilterra           | 9. (ritirata) |
| Hayley Wilkins                | 19  | 175 cm  | West Sussex, Inghilterra         | 8.            |
| Marisa Heath                  | 24  | 175 cm  | Surrey, Inghilterra              | 7.            |
| Stephanie Jones               | 22  | 170 cm  | Birmingham, Inghilterra          | 6.            |
| Naomi Teal                    | 22  | 170 cm  | Leeds, Inghilterra               | 5.            |
| Tashika "Tashi" Brown         | 24  | 180 cm  | Leeds, Inghilterra               | 4.            |
| Jenipher Lee "Jenilee" Harris | 20  | 170 cm  | Sittingbourne, Kent, Inghilterra | 3.            |
| Edwina Joseph                 | 18  | 177 cm  | Bristol, Inghilterra             | 2.            |
| Lucy Ratcliffe                | 20  | 180 cm  | Newcastle upon Tyne, Inghilterra | Vincitrice    |

### Call-out order
| Order | Episodes  | Episodes  | Episodes  | Episodes  | Episodes  | Episodes  | Episodes  | Episodes | Episodes | Episodes | Episodes |  |
| Order | 1         | 2         | 3         | 4         | 5         | 6         | 7         | 9        | 9        | 10       | 10       |  |
| ----- | --------- | --------- | --------- | --------- | --------- | --------- | --------- | -------- | -------- | -------- | -------- |  |
| 1     | Naomi     | Tashi     | Jenilee   | Edwina    | Stephanie | Tashi     | Lucy      | Lucy     | Jenilee  | Edwina   | Lucy     |  |
| 2     | Jenilee   | Shauna    | Anne      | Tashi     | Lucy      | Naomi     | Edwina    | Jenilee  | Lucy     | Lucy     | Edwina   |  |
| 3     | Marisa    | Lucy      | Marisa    | Hayley    | Edwina    | Lucy      | Jenilee   | Edwina   | Edwina   | Jenilee  |          |  |
| 4     | Anne      | Hayley    | Hayley    | Jenilee   | Jenilee   | Edwina    | Naomi     | Tashi    | Tashi    |          |          |  |
| 5     | Tashi     | Marisa    | Tashi     | Marisa    | Tashi     | Stephanie | Tashi     | Naomi    |          |          |          |  |
| 6     | Hayley    | Stephanie | Lucy      | Naomi     | Marisa    | Jenilee   | Stephanie |          |          |          |          |  |
| 7     | Lucy      | Naomi     | Stephanie | Lucy      | Naomi     | Marisa    |           |          |          |          |          |  |
| 8     | Stephanie | Jenilee   | Naomi     | Stephanie | Hayley    |           |           |          |          |          |          |  |
| 9     | Edwina    | Edwina    | Edwina    | Anne      |           |           |           |          |          |          |          |  |
| 10    | Claire    | Anne      | Shauna    |           |           |           |           |          |          |          |          |  |
| 11    | Shauna    | Claire    |           |           |           |           |           |          |          |          |          |  |
| 12    | Marina    |           |           |           |           |           |           |          |          |          |          |  |

- L'episodio 8 è il riepilogo dei precedenti
- L'episodio 9 ha visto due distinte eliminazioni

     La concorrente si ritira
     La concorrente era parte di una non eliminazione
     La concorrente è stata eliminata
     La concorrente ha vinto la competizione

### Servizi
- Episodio 1: Servizio fotografico in bikini
- Episodio 2: Collezione Nicky Johnston
- Episodio 3: Beauty shoots controvento
- Episodio 4: Pubblicità shampoo
- Episodio 5: Principesse e ranocchi
- Episodio 6: Campagna DKNY
- Episodio 7: Alta moda
- Episodio 9: Collezione Stefano
- Episodio 10: In topless con modelli

### Giudici
- Lisa Butcher
- Jonathan Phang
- Marie Helvin